# Molophilus (Molophilus) ternatus
Molophilus (Molophilus) ternatus is een tweevleugelige uit de familie steltmuggen (Limoniidae). De soort komt voor in het Australaziatisch gebied.